# داريل سيمونز
داريل سيمونز (بالإنجليزية: Daryl Simmons)‏ هو منتج أسطوانات وكاتب أغاني أمريكي، ولد في 11 أبريل 1957 في إنديانابوليس في الولايات المتحدة.

## وصلات خارجية
- داريل سيمونز على موقع IMDb (الإنجليزية)
- داريل سيمونز على موقع ميوزك برينز (الإنجليزية)
- داريل سيمونز على موقع ديسكوغز (الإنجليزية)